# Энтропия Цаллиса
В статистической термодинамике энтропия Цаллиса — обобщение стандартной энтропии Больцмана—Гиббса, предложенное Константино Цаллисом (Constantino Tsallis) в 1988 г. для случая неэкстенсивных (неаддитивных) систем. Его гипотеза базируется на предположении, что сильное взаимодействие в термодинамически аномальной системе приводит к новым степеням свободы, к совершенно иной статистической физике небольцмановского типа.

## Определение и основные сведения
Пусть {\displaystyle P} — распределение вероятностей и {\displaystyle \mu } — любая мера на {\displaystyle X}, для которой существует абсолютно непрерывная относительно {\displaystyle \mu } функция {\displaystyle p={\frac {dP}{d\mu }}}. Тогда энтропия Цаллиса определяется как
{\displaystyle S_{q}(P)={k \over q-1}\left(1-\int \limits _{X}^{}{p^{q}}d\mu \right).}
В частности, для дискретной системы, находящейся в одном из {\displaystyle N} доступных состояний с распределением вероятностей {\displaystyle P=\{p_{i}\,|\,i=1,2,...,N\}},
{\displaystyle S_{q}(P)={k \over q-1}\left(1-\sum _{i=1}^{N}p_{i}^{q}\right)}.
В случае лебеговой меры {\displaystyle \mu =x}, т.е. когда {\displaystyle P} — непрерывное распределение с плотностью {\displaystyle p(x)}, заданной на множестве {\displaystyle X},
{\displaystyle S_{q}(P)={k \over q-1}\left(1-\int \limits _{X}^{}{p^{q}(x)}dx\right)}.
В этих формулах {\displaystyle k} — некоторая положительная константа, которая определяет единицу измерения энтропии и в физических формулах служит для связки размерностей, как, например, постоянная Больцмана. С точки зрения задачи оптимизации энтропии данная константа является несущественной, поэтому для простоты часто полагают {\displaystyle k=1}.
Параметр {\displaystyle q} — безразмерная величина ({\displaystyle q\in R}), которая характеризует степень неэкстенсивности (неаддитивности) рассматриваемой системы. В пределе при {\displaystyle q\to 1}, энтропия Цаллиса сходится к энтропии Больцмана—Гиббса. При {\displaystyle q>0} энтропия Цаллиса является вогнутым функционалом от распределения вероятностей и, как обычная энтропия, достигает максимума при равномерном распределении. При {\displaystyle q<0} функционал является выпуклым и при равномерном распределении достигает минимума. Поэтому для поиска равновесного состояния изолированной системы при {\displaystyle q>0} энтропию Цаллиса нужно максимизировать, а при {\displaystyle q<0} — минимизировать. Значение параметра {\displaystyle q=0} — это вырожденный случай энтропии Цаллиса, когда она не зависит от {\displaystyle P}, а зависит лишь от {\displaystyle \mu (X)}, т.е. от размера системы (от {\displaystyle N} в дискретном случае).
В непрерывном случае иногда требуют, чтобы носитель случайной величины {\displaystyle X} был безразмерным. Это обеспечивает корректность функционала энтропии с точки зрения размерности.
Исторически первыми выражение для энтропии Цаллиса (точнее, для частного её случая при {\displaystyle k={q-1 \over 1-2^{1-q}}}) получили Дж. Хаврда и Ф. Чарват (J. Havrda and F. Charvát) в 1967 г. Вместе с тем при {\displaystyle q>0} энтропия Цаллиса является частным случаем f-энтропии (при {\displaystyle q<0} f-энтропией является величина, противоположная энтропии Цаллиса).

### Некоторые соотношения
Энтропия Цаллиса может быть получена из стандартной формулы для энтропии Больцмана—Гиббса путём замены используемой в ней функции {\displaystyle \ln x} на функцию
{\displaystyle \ln _{q}x={x^{q-1}-1 \over q-1}}
— так называемый q-деформированный логарифм или просто q-логарифм (в пределе при {\displaystyle q\to 1} совпадающий с логарифмом). К. Цаллис использовал несколько иную формулу q-логарифма, которая сводится к приведённой здесь заменой параметра {\displaystyle q} на {\displaystyle 2-q}.
Ещё один способ получить энтропию Цаллиса основан на соотношении, справедливом для энтропии Больцмана—Гиббса:
{\displaystyle S(P)=-k\lim _{t\rightarrow 1}{\frac {d}{dt}}\sum _{i=1}^{N}p_{i}^{t}}.
Нетрудно видеть, что если заменить в этом выражении обычную производную на q-производную (известную также как производная Джексона), получается энтропия Цаллиса:
{\displaystyle S_{q}(P)=-k\lim _{t\rightarrow 1}\,\left({\frac {d}{dt}}\right)_{q}\sum _{i=1}^{N}p_{i}^{t}}.
Аналогично для непрерывного случая:
{\displaystyle S_{q}(P)=-k\lim _{t\rightarrow 1}\,\left({\frac {d}{dt}}\right)_{q}\int \limits _{X}^{}{p^{t}(x)}dx}.

### Альтернативное определение
Оригинальное определение энтропии Цаллиса является не очень удачным из-за необходимости по-разному работать с функционалом в зависимости от знака {\displaystyle q}, а также из-за того, что при {\displaystyle q<0} не выполняется базовое свойство возрастания энтропии при приближении системы к равновесному состоянию.
В связи с этим более удобным является следующее определение энтропии Цаллиса, известное также как α-энтропия, являющаяся частным случаем f-энтропии:
{\displaystyle S_{q}(P)={k \over q(q-1)}\left(1-\int \limits _{X}^{}{p^{q}}d\mu \right).}
α-энтропия в пределе при {\displaystyle q\rightarrow 0} с точностью до несущественного слагаемого эквивалентна энтропии Берга
{\displaystyle S_{0}(P)=k\int \limits _{X}^{}{\ln p\,d\mu }.}
Нетрудно видеть, что оригинальное и альтернативное определение энтропии Цаллиса эквивалентны с точностью до значения {\displaystyle k}, кроме случая {\displaystyle q=0}.

## Неэкстенсивность (неаддитивность)
Пусть имеются две независимых системы {\displaystyle A} и {\displaystyle B}, т.е. такие системы, что в дискретном случае совместная вероятность появления двух любых состояний {\displaystyle a\in A} и {\displaystyle b\in B} в этих системах равна произведению соответствующих вероятностей:
{\displaystyle \operatorname {Prob} (a,b)=\operatorname {Prob} (a)\operatorname {Prob} (b)},
а в непрерывном — совместная плотность распределения вероятностей равна произведению соответствующих плотностей:
{\displaystyle p_{AB}(x,y)=p_{A}(x)p_{B}(y)},
где {\displaystyle x\in X}, {\displaystyle y\in Y} — области значений случайной величины в системах {\displaystyle A} и {\displaystyle B} соответственно.
В отличие от энтропии Больцмана—Гиббса и энтропии Реньи, энтропия Цаллиса, вообще говоря, не обладает аддитивностью, и для совокупности систем справедливо
{\displaystyle S_{q}(AB)=S_{q}(A)+S_{q}(B)+{1-q \over k}S_{q}(A)S_{q}(B)}.
Поскольку условие аддитивности для энтропии имеет вид
{\displaystyle S(AB)=S(A)+S(B)},
отклонение параметра {\displaystyle q} от {\displaystyle 1} характеризует неэкстенсивность (неаддитивность) системы. Энтропия Цаллиса является экстенсивной только при {\displaystyle q=1}.

## Дивергенция Цаллиса
Наряду с энтропией Цаллиса, рассматривают также семейство несимметричных мер расхождения (дивергенций) Цаллиса между распределениями вероятностей с общим носителем. Для двух дискретных распределений с вероятностями {\displaystyle A=\{a_{i}\}} и {\displaystyle B=\{b_{i}\}}, {\displaystyle i=1,2,...,N}, дивергенция Цаллиса определяется как
{\displaystyle D_{q}(A,B)={k \over q-1}\left(\sum _{i=1}^{N}a_{i}^{q}b_{i}^{1-q}-1\right)}.
В непрерывном случае, если распределения {\displaystyle A} и {\displaystyle B} заданы плотностями {\displaystyle a(x)} и {\displaystyle b(x)} соответственно, где {\displaystyle x\in X},
{\displaystyle D_{q}(A,B)={k \over q-1}\left(\int \limits _{X}^{}{a^{q}(x)b^{1-q}(x)}dx-1\right)}.
В отличие от энтропии Цаллиса, дивергенция Цаллиса определена при {\displaystyle q>0}. Несущественная положительная константа {\displaystyle k} в этих формулах, как и для энтропии, задаёт единицу измерения дивергенции и часто опускается (полагается равной {\displaystyle 1}). Дивергенция Цаллиса является частным случаем α-дивергенции (с точностью до несущественной мультипликативной константы) и, как α-дивергенция, является выпуклой по обоим аргументам при всех {\displaystyle q>0}. Дивергенция Цаллиса также является частным случаем f-дивергенции. α-дивергенция может служить обобщением дивергенции Цаллиса на все {\displaystyle q\in R}.
Дивергенция Цаллиса может быть получена из формулы для дивергенции Кульбака—Лейблера путём подстановки в неё q-деформированного логарифма, определённого выше, вместо функции {\displaystyle \ln x}. В пределе при {\displaystyle q\to 1} дивергенция Цаллиса сходится к дивергенции Кульбака—Лейблера.

## Связь формализмов Реньи и Цаллиса
Энтропия Реньи и энтропия Цаллиса эквивалентны с точностью до монотонного преобразования, не зависящего от распределения состояний системы. То же касается соответствующих дивергенций. Рассмотрим, к примеру, энтропию Реньи для системы {\displaystyle P} с дискретным набором состояний {\displaystyle \{p_{i}|i=1,2,...,N\}}:
{\displaystyle {\widetilde {S}}_{q}(P)={{\widetilde {k}} \over 1-q}\ln \sum _{i=1}^{N}p_{i}^{q}}, {\displaystyle q\geq 0}.
Дивергенция Реньи для дискретных распределений с вероятностями {\displaystyle A=\{a_{i}\}} и {\displaystyle B=\{b_{i}\}}, {\displaystyle i=1,2,...,N}:
{\displaystyle {\widetilde {D}}_{q}(A,B)={{\widetilde {k}} \over q-1}\ln \sum _{i=1}^{N}a_{i}^{q}b_{i}^{1-q}}, {\displaystyle q>0}.
В этих формулах положительная константа {\displaystyle {\widetilde {k}}} имеет тот же смысл, что и {\displaystyle k} в формализме Цаллиса.
Нетрудно видеть, что
{\displaystyle S_{q}(P)=T_{2-q}({\widetilde {S}}_{q}(P))},
{\displaystyle D_{q}(A,B)=T_{q}({\widetilde {D}}_{q}(A,B))},
где функция
{\displaystyle T_{q}(x)=k{\exp(x(q-1)/{\widetilde {k}})-1 \over q-1}}
определена на всей числовой оси и непрерывно возрастает по {\displaystyle x} (при {\displaystyle q=1} полагаем {\displaystyle T_{q}(x)={k \over {\widetilde {k}}}x}). Приведённые соотношения имеют место и в непрерывном случае.
Несмотря на наличие этой связи, следует помнить, что функционалы в формализмах Реньи и Цаллиса обладают разными свойствами:
- энтропия Цаллиса, вообще говоря, не аддитивна, тогда как энтропия Реньи аддитивна при всех {\displaystyle q} (при {\displaystyle q\leq 0} подразумевается обобщённое выражение для энтропии Реньи);
- энтропия и дивергенция Цаллиса являются вогнутыми или выпуклыми (кроме {\displaystyle q=0}), тогда как энтропия и дивергенция Реньи, вообще говоря, не обладают ни тем, ни другим свойством[12].